# Тіксоетенілідин
Тіксоетенілідин — реакційноздатна гетероалеленова молекула з формулою CCS.

## Поширеність
CCS зустрічається в космосі у великих кількостях, зокрема, в молекулярній хмарі Тельця в TMC-1, TMC-1c і 1521B. Ймовірно, вона присутня в молодих беззоряних ядрах молекулярних хмар.

## Утворення
CCS утворюється при конденсації пропадієндитіону SCCCS або тіксопропадієнону OCCCS у твердому аргоні під час опромінення ультрафіолетовим світлом. Інший спосіб його утворення — тліючий розряд у суміші сірковуглецю та гелію. Ще один спосіб — опромінення електронами сірковмісних гетероциклів.
CCS та аніон CCS− також можуть утворюватися в твердих неонових матрицях.

## Властивості
CCS може бути лігандом. Він може утворювати асиметричний місток між двома атомами молібдену в сполуці Mo2(μ,σ(C):η2(C′S)-CCS)(CO)4(гідротрис(3,5-диметилпіразол-1-іл)борат)2. Тут один атом вуглецю має потрійний зв'язок з молібденом, а інший має подвійний зв'язок з іншим атомом молібдену, який також має одинарний зв'язок з атомом сірки.
Ультрафіолетовий спектр містить смуги поглинання між 2800 і 3370 Å, а також у ближньому інфрачервоному діапазоні між 7500 і 10000 Å. CCS може реагувати з CCCS з утворенням C5S.
Інфрачервоний спектр у твердому аргоні містить вібраційну смугу на 1666,6 см−1, звану v1, а іншу на 862,7 см−1, звану v2. Обертон 2v1 становить 3311,1 см−1. Комбінована смуга вібрації та вигину припадає на 2763,4 см−1
Мікрохвильовий спектр містить лінії випромінювання 43 − 32 на 45,4 ГГц і 21 — 10 на 22,3 ГГц, важливі для виявлення молекул у молекулярних хмарах.
Теорія передбачає, що зв'язок CC має довжину 1,304 Å, зв'язок C–S — довжину 1,550 Å.